# 席南华
席南华（1963年3月—），男，湖南祁东人，中国数学家，中国科学院数学与系统科学研究院研究员，中国科学院院士，中国科学院大学副校长，中国科学院大学数学科学学院院长。席南华主要从事代数群与量子群领域的研究，曾获得过晨兴数学奖（2001年）、陈省身数学奖（2005年）、国家自然科学奖二等奖（2007年）等奖项。

## 生平
席南华生于广东省英德，籍贯湖南祁东。1985年、1988年先后获华东师范大学数学系硕士、博士学位。
2018年1月，当选第十三届全国政协委员。2019年11月24日在中国数学会第十三次全国会员代表大会当选为副理事长，2023年12月24日又在第十四次全员代表大会当选为理事长。

## 研究方向
主要研究领域为代数群与量子群。对仿射A型Weyl群证明了Lusztig关于双边胞腔的基环的猜想；确定了Deligne-Langlands关于仿射Hecke代数的猜想成立的充要条件。证明了特征p上的非单位根处的量子群的有限维表示的性质与特征0的代数群的表示类似；清楚具体地实现单位根处的量子群的有限维不可约表示；与Chari合作构造了量子群的单项基，计算了某些典范基，给出了根向量之间的一个交换公式。与Lusztig合作发现了典范左胞腔，与Tanisaki合作证明了仿射A型Hecke代数的一个代数滤过和一个几何滤过相同。